# Liste der Kulturgüter in Riaz
Die Liste der Kulturgüter in Riaz enthält alle Objekte in der Gemeinde Riaz im Kanton Freiburg, die gemäss der Haager Konvention zum Schutz von Kulturgut bei bewaffneten Konflikten, dem Bundesgesetz vom 20. Juni 2014 über den Schutz der Kulturgüter bei bewaffneten Konflikten sowie der Verordnung vom 29. Oktober 2014 über den Schutz der Kulturgüter bei bewaffneten Konflikten unter Schutz stehen.
Objekte der Kategorien A und B sind vollständig in der Liste enthalten, Objekte der Kategorie C fehlen zurzeit (Stand: 1. Januar 2023).

## Kulturgüter
| Foto |                                                                                        | Objekt | Kat. | Typ | Standort                                  | Beschreibung |
| ---- | -------------------------------------------------------------------------------------- | --- | ---- | --- | ----------------------------------------- | --- |
| BW   | Datei hochladen                                                                        | En Barras, gallo-römischer vicus mit Tempel von Tronche-Bélon / En Barras, vicus gallo-romain avec temple de Tronche-Bélon KGS-Nr.: 01284 | A    | F   | 571459 / 166561                           | Objekt liegt zum Teil auf dem Gemeindegebiet von Riaz (Nr. 01284), von Echarlens (Nr. 1300) und von Marsens (Nr. 2224) |
| ja   | Datei hochladen · Wikidata zu L’Etrey, gallorömische Villa (Q29479231)                 | L’Etrey, gallorömische Villa / L’Etrey, villa gallo-romaine KGS-Nr.: 02286                                                                | A    | F   | Route du Temple-Romain 571305 / 166456    | |
| ja   | Datei hochladen · Wikidata zu Bauernhaus (Q29479233)                                   | Bauernhaus / Maison paysanne KGS-Nr.: 09993                                                                                               | A    | G   | Rue de la Roulema 4, 6 570780 / 166080    | |
| ja   | Datei hochladen · Wikidata zu Parrkirche Saint-Michel (Q29697545)                      | Pfarrkirche Saint-Michel / Église paroissiale Saint-Michel KGS-Nr.: 02284                                                                 | B    | G   | Rue Hubert-Charles 10 571116 / 165666     | |
| BW   | Datei hochladen · Wikidata zu Bauernhaus (Q29697623)                                   | Bauernhaus / Ferme KGS-Nr.: 02285 | B    | G   | Rue de la Roulema 11 571245 / 165464      | |
| BW   | Datei hochladen · Wikidata zu Kapelle Sainte-Anne (Q29697503)                          | Kapelle Sainte-Anne / Chapelle Sainte-Anne KGS-Nr.: 13302                                                                                 | B    | G   | Impasse du Manège 6a 570395 / 165629      | |
| BW   | Datei hochladen · Wikidata zu Kaplanei (Q29697516)                                     | Kaplanei / Chapellenie KGS-Nr.: 13303 | B    | G   | Route des Monts 1 571155 / 165667         | |
| BW   | Datei hochladen · Wikidata zu Herrenhaus von Bischof Claude-Antoine Duding (Q29697531) | Herrenhaus von Bischof Claude-Antoine Duding / Manoir de l’évêque Claude-Antoine Duding KGS-Nr.: 13304                                    | B    | G   | (Impasse de) Plaisance 16 569373 / 165934 | |
| BW   | Datei hochladen · Wikidata zu Bauernhaus Landgut de Plaisance (Q29697560)              | Bauernhaus des Landgutes Plaisance / Ferme du domaine de Plaisance KGS-Nr.: 13305                                                         | B    | G   | (Impasse de) Plaisance 8 569432 / 166035  | |
| BW   | Datei hochladen · Wikidata zu Bauernhaus von Claudine Duding (Q29697586)               | Bauernhaus von Claudine Duding / Ferme de Claudine Duding KGS-Nr.: 13307                                                                  | B    | G   | Rue de la Saletta 21 570965 / 165526      | |
| BW   | Datei hochladen · Wikidata zu Bauernhaus . (Q29697605)                                 | Bauernhaus / Ferme KGS-Nr.: 13308 | B    | G   | Rue de la Saletta 32 570894 / 165527      | |